# 法秀尼
法秀尼（日语：／ Hōshūni，—1586年8月31日），又稱法秀院（日语：／ Hōshūin），是日本戰國時代武將山內盛豐之妻，山內一豐和山內康豐之母。

## 來歷

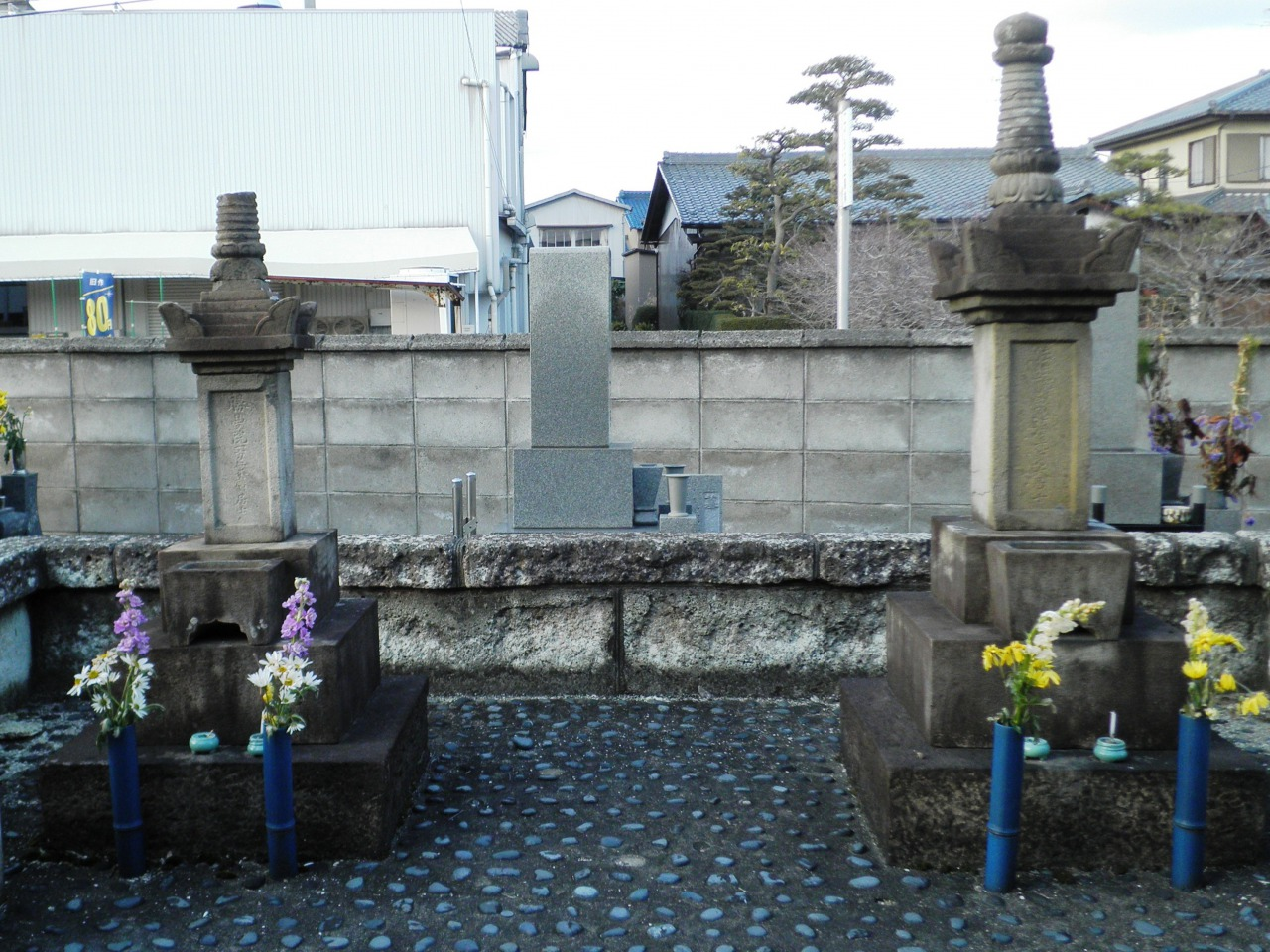
山內盛豐和次子十郎之墓

法秀尼的出身梶原氏，或尾張國二宮氏，目前還未有定論。她與盛豊之間育有四男三女，其中次子和丈夫在岩倉城的戰鬥中死去，法秀尼便帶其他親人一同逃亡。其後，她與一眾子女藏身於近江國宇賀野（現米原市北部）的長野家，作為在原業平的後裔長野家的職務只是與御所和公卿有關，武家亦難以干涉，當時曾經一度走漏風聲，得知消息的長野家馬上提高戒備以防山內一家被發現。在長野家寄居時，法秀尼在教導附近的小朋友縫紉和禮儀的時候，與後來成為一豐之妻的見性院相遇。法秀尼考慮到兒子的成功需要賢內助的支持，因此讓一豐迎娶見性院。
長野家至今仍然保存法秀尼的法號書和以容量達一升的枡來代替砧板等的遺物。此外，按《法秀院殿由緒書》和《長野家由緒書》記載，法秀尼曾經替其子一豐買入名馬，令其兒子受到賞識。

## 墓所

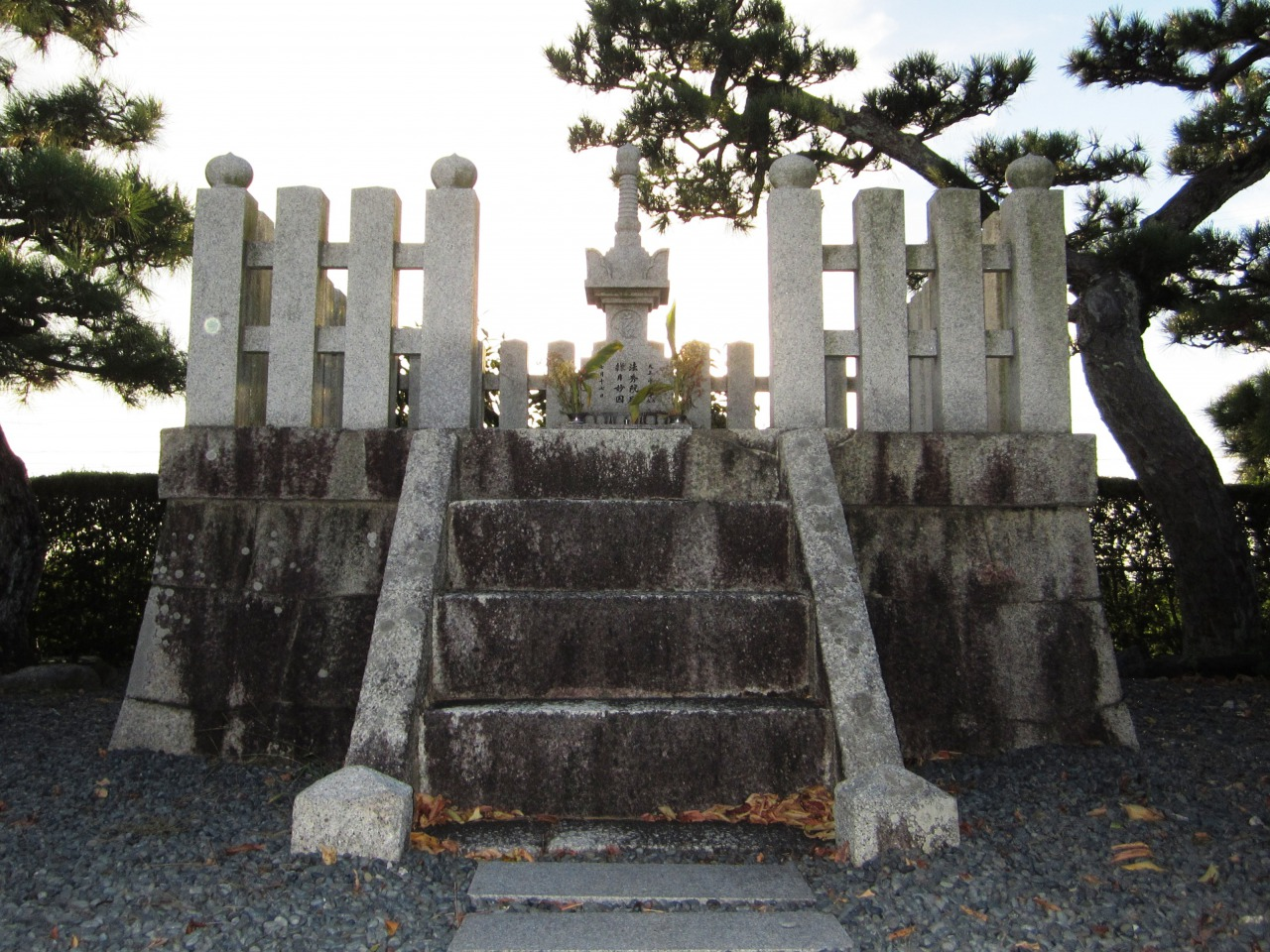
法秀院之墓

天正14年7月17日（1586年8月31日），法秀尼在一豐擔任長濱城主期間死去，現在於長野家保有法秀院緣月妙因大姊的牌位，墓所則位於宇賀野。另一說法指法秀尼死於天正18年，並且葬於要法寺，其後要法寺搬至土佐的時候，才將牌位安置於長野家。對此，土佐山內氏曾經一度忘記，後來在寛政2年（1790年）土佐藩才派藩士馬詰權之助兩度前往調查，並且對長野家保護有加。權之助向長野家表示自己是希望了解當主的先祖的墓所是否仍然安好以及墓所是否在近江才遠道而來。由於當初土佐藩未有和彥根藩打照面，長野家當時也顯得相當疑惑，後來才從彥根藩處得知事情，其後長野家代代均領取土佐藩的俸祿，直至明治年間廢藩置縣為止。在大正年間，《歷代公紀》的編緝人員亦曾經前往查證，發現長野家擁有的物品的確是古物。按《土州樣御墓所二付書翰類留記》記載，法秀尼在宇賀野的墓所在每年6月最後一天會有小朋友前來打掃墓地，而在7月13日也會舉行迎接聖靈的迎火以及在同月的15日傍晚舉行送別聖靈的送火。
在嘉永6年（1853年）為止，法秀尼墓所均是建基於東西長約10米，南北長約12.7米的土地之上，後來在修葺墓所期間，加上玉垣包圍整個石壇。然而，後來在土佐製成的墓石在運送途中跌落了大海，因此僅僅只完成了台石的部份。其後在明治25年（1892年），通過前土佐藩士濱田源之助的進言，山內氏成為華族中的侯爵，因此翻新了墓所的木製玉垣和刻有三柏紋的門，其後在平成9年（1997年）加建了寶篋印塔。

## 媒體
佐久間良子在NHK大河劇《功名十字路》中扮演法秀尼，而在原作小說《功名十字路》中，法秀尼是見性院的母親，後來改編成電視劇才按照史實改作為一豐的母親。

## 註解
1. ↑  有指山內十郎是死城池被攻下的時候，盛豐則是其後才戰死[2]。
2. ↑  一豐之妻見性院亦有使用枡作為砧板之用[7]。

## 外部連結
- （日語）山内一豊公母法秀院の墓－全国旅そうだん
- （日語）要法寺 （页面存档备份，存于）